# Tudo é minúsculo tudo é presença
Tudo é minúsculo tudo é presença (estilizado em letras minúsculas) é uma peça teatral brasileira, concebida por João Vicente Estrada, Lana Sultani e Ricardo Loureiro. Estreou em 2024, numa experiência poética realizada a partir das percepções do artista João Vicente, diagnosticado com esclerose lateral amiotrófica (ELA) desde 2020.
Foi indicada ao Prêmio Shell de Teatro na categoria "Energia que vem da gente".

## Sinopse
Em “tudo é minúsculo tudo é presença”, João está deitado em sua realidade e move todo o universo em seu quarto com equipamentos hospitalares. O ator foi diagnosticado em 2020 com esclerose lateral amiotrófica (ELA), uma doença que afeta as células responsáveis pelo movimento dos músculos gradativamente. Ao lado de dois atores, João partilha o seu mundo por meio da dança, música e numa relação direta com o público. As apresentações ocorrem dentro de seu apartamento no bairro de Santa Teresa, no Rio de Janeiro.

## Equipe técnica
Lista da equipe técnica da peça:
- João Vicente Estrada: concepção
- Lana Sultani: concepção, produção e direção
- Ricardo Loureiro: concepção e produção
- Ierê Papá: sonoplastia

## Prêmios e indicações
| Cerimônia              | Data da cerimônia   | Categoria                | Indicado                         | Resultado | Ref.        |
| ---------------------- | ------------------- | ------------------------ | -------------------------------- | --------- | ----------- |
| Prêmio Shell de Teatro | 19 de março de 2025 | Energia que vem da gente | tudo é minúsculo tudo é presença | Indicado  | [ 2 ] [ 5 ] |